# Rickroll

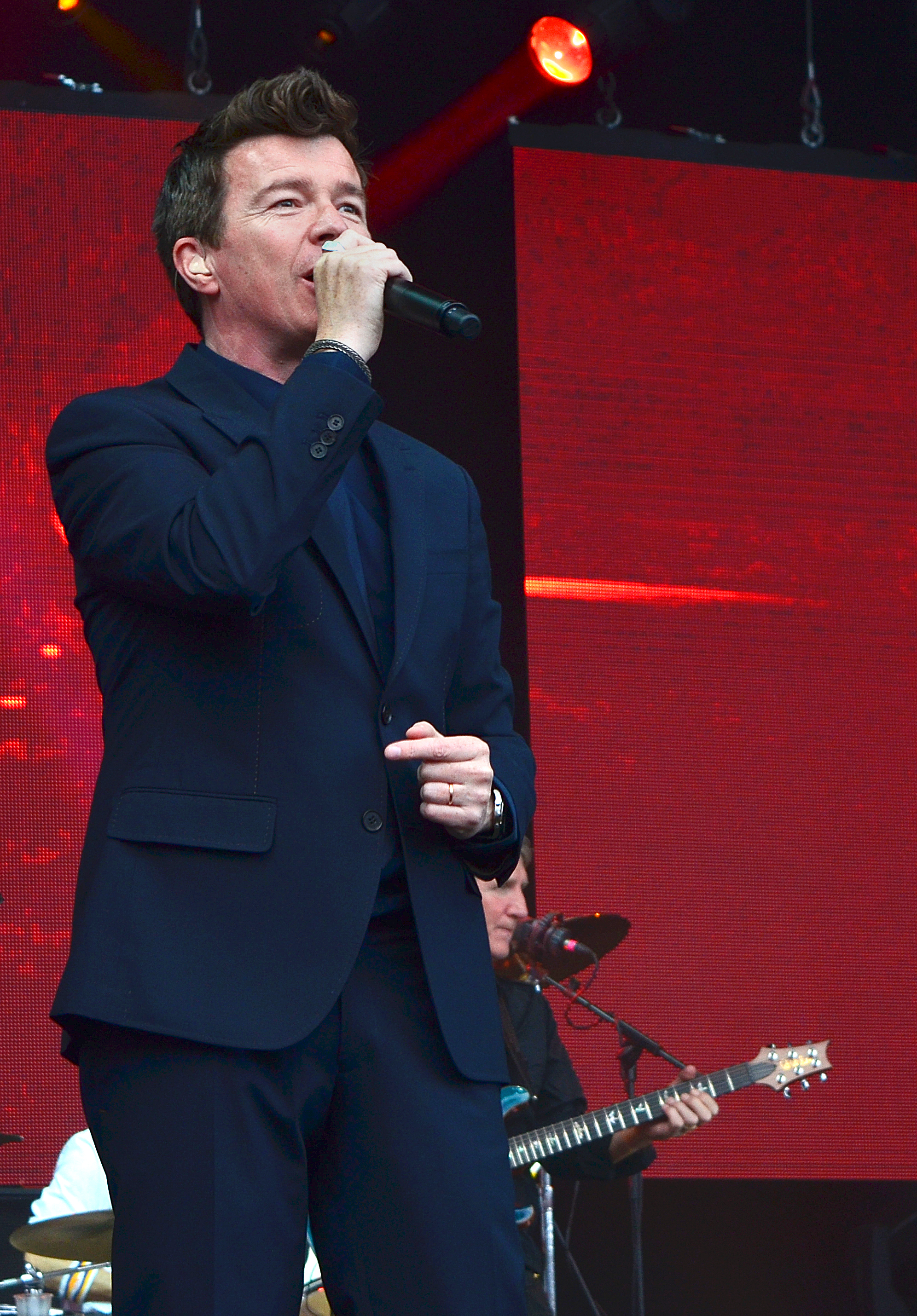
Rick Astley

Rickroll je žert a internetový fenomén, který vznikl na internetovém fóru 4chan. Zahrnuje hudební klip k písni „Never Gonna Give You Up“ od Ricka Astleyho. Všeobecně známá verze tohoto žertu spočívá v tom, že člověk, který chce rickroll vykonat, pošle na komunikační médium zmíněný hudební klip, a snaží se ho vydat za zprávu, která zapadá do konverzace. Například v diskuzi o textových editorech by mohl takovýto uživatel videoklip poslat s textem „Zde je hezké porovnání editorů Vim a Emacs“.

## Varianty
Existuje hodně variant Rickrollu. Na platformách pro sdílení videí, se sdílejí taková videa, která uživatele na video nalákají, a to jak titulkem nebo začátkem videa, ale dále však obsahují Never Gonna Give You Up.[zdroj?]